# ルチェゴルスク
ルチェゴルスク（ロシア語: Лучегорск）はロシア連邦東部の沿海地方にあり、ポジャルスキー地区の中心に位置する町。人口は21,004人（2010年全ロシア国勢調査）。